# Dolmen El Milano

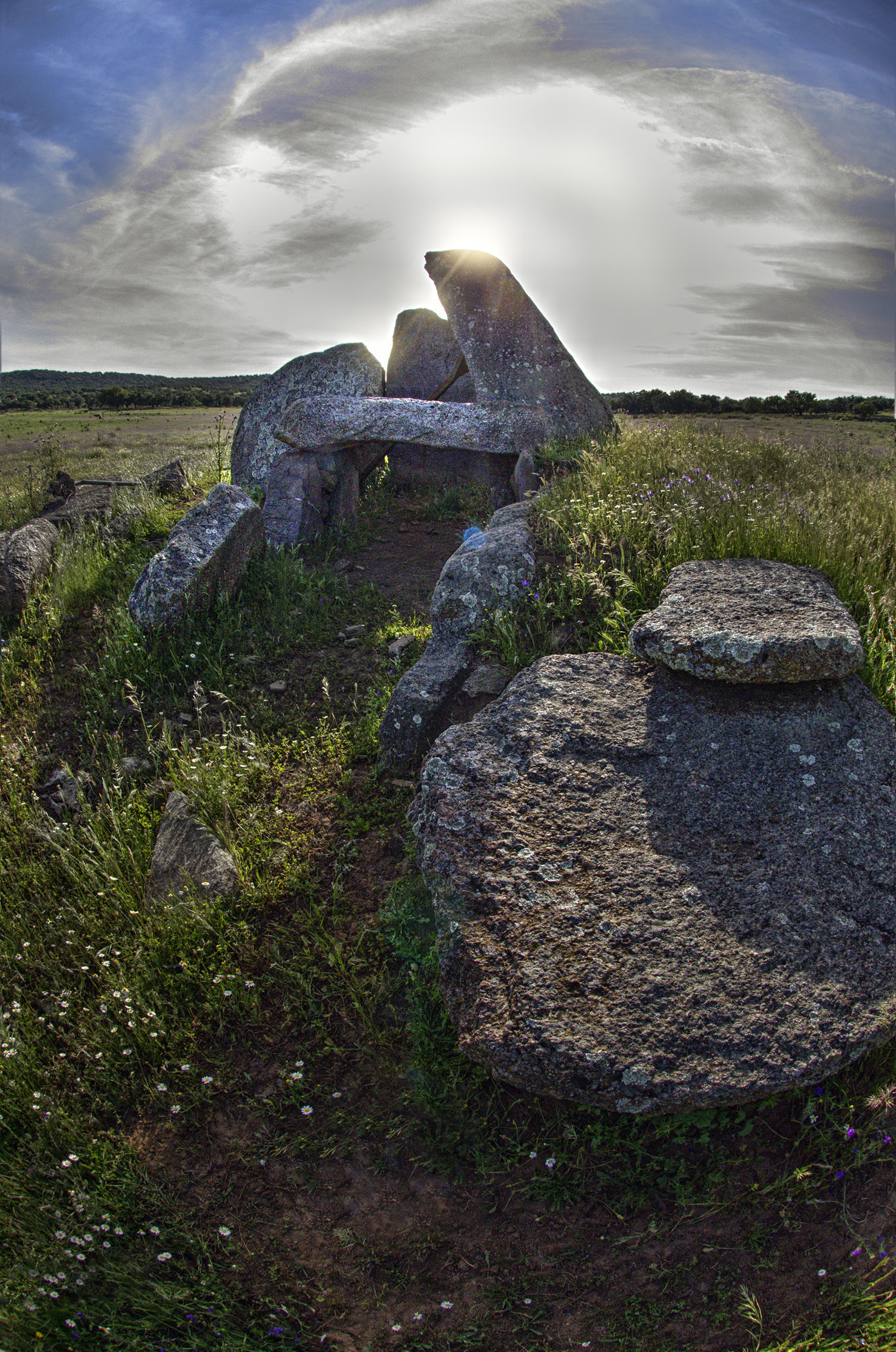
Dolmen El Milano

Der Dolmen El Milano (auch Cerca del Milano genannt) liegt westlich von Barcarrota, bei Badajoz in der Extremadura in Spanien.
Der Dolmen El Milano ist der größte in der Gemeinde Barcarrota und einer der größten in der Extremadura. Der unweit der Grenze zu Portugal gelegene Dolmen ist in seiner Architektur von der typischen Form der westlicher verbreiteten Antas beeinflusst und nicht von den Dolmen Spaniens. Erhalten sind die sieben Orthostaten der Kammer. Die große Deckenplatte der antaartigen Megalithanlage ist geteilt. Sie ist in Richtung des Zugangs verstürzt und wird von Stahlträgern gestützt. Um den Dolmen herum gibt es eine Anhäufung von Steinen und Erde, die den Rest des Rundhügels bilden.
Die einbetonierten Zaunpfähle der Einhegung sind vermutlich von Rindern niedergedrückt worden.
In der Nähe liegt Dolmen von La Lapita.